# W. Thomas Molloy
William Thomas Molloy (27 de julho de 1940 — 2 de julho de 2019) foi um advogado canadense, negociador de tratados e chanceler da Universidade de Saskatchewan. Foi o 22º tenente-governador da província canadense de Saskatchewan. Sua nomeação ao cargo foi feita pela Governadora-geral do Canadá, Julie Payette, sobre o conselho constitucional do primeiro-ministro do Canadá Justin Trudeau em 22 de janeiro de 2018, para suceder Vaughn Solomon Schofield.
Molloy foi empossado em 21 de março de 2018, no Edifício Legislativo de Saskatchewan. Foi o vice-representante da rainha Elizabeth II do Canadá na província de Saskatchewan.